# L'anno del diluvio (romanzo Margaret Atwood)
L'anno del diluvio (The Year of the Flood) è un romanzo di fantascienza post apocalittica e distopica della scrittrice canadese Margaret Atwood, pubblicato nel 2009. 
Il romanzo appartiene alla trilogia MaddAddam, preceduto da L'ultimo degli uomini (Oryx And Crake, 2003) e seguito da L'altro inizio (MaddAddam, 2013). Il romanzo prosegue la narrazione iniziata con L'ultimo degli uomini, riproponendo alcuni dei suoi personaggi, pur non essendo, propriamente, il suo sequel.
Nel 2010 l'opera è stata inclusa tra le finaliste al Premio John Wood Campbell Memorial per il miglior romanzo di fantascienza pubblicato negli Stati Uniti o nel Regno Unito.

## Edizioni
- (EN) Margaret Atwood, The Year of the Flood, 1ª ed., Toronto, McClelland and Stewart, 2009, ISBN 978-0-7710-0844-3.
- (DE) Margaret Atwood, Das Jahr der Flut, traduzione di Monika Schmalz, Berlin, 2009, ISBN 978-3-8270-0884-8.
- Margaret Atwood, L'anno del diluvio, traduzione di Guido Calza, Milano, Ponte alle Grazie, 2010, ISBN 9788862201278.
- (FR) Margaret Atwood, Le temps du déluge, traduzione di Jean-Daniel Brèque, Pavillons, Parigi, Robert Laffont, 2012, ISBN 978-2-221-11587-9.
- (HR) Margaret Atwood, Godina Potopa, traduzione di Marko Maras, Zagabria, Lumen izdavaštvo, 2016, ISBN 978-953-342-048-6.
- (PT) Margaret Atwood, O ano do dilúvio, traduzione di Marcia Frazão, Rio de Janeiro, Rocco, 2018, ISBN 978-85-325-2632-8.